# 8-as busz (Szekszárd)
A szekszárdi 8-as jelzésű autóbusz a város észak–déli összeköttetését biztosította, a város főutcáin végighaladva, a Műszergyár megállótól Tót-völgy megállóig munkanapokon 2023 augusztusáig.

## Története
Régi elnevezése 15-ös számú járat volt. Menetrendváltás óta (2008) az új elnevezéssel közlekedett, hosszabbított útvonalon Árnyas utca helyett a Szőlőhegyi elágazásig.

2022 augusztusi menetrend változással végállomásai módosultak. Déli útvonala meghosszabbításra került Tót-völgyig, északi útvonala lerövidült: Palánk, vegyesbolt helyett csak a Műszergyárig közlekedett.
2023. augusztus 12-én életbe lépett menetrenddel a járat és betétjárata a 18-as is megszűnt.

## Útvonala
| Palánk, vegyesbolt felé |
| --- |
| Szőlőhegyi elágazás – 56-os út – Otthon utca – Béri Balogh Ádám utca – Széchenyi utca – Rákóczi utca – Palánki út – Műszergyár |

| Szőlőhegyi elágazás felé |
| --- |
| Műszergyár – Palánki út – Rákóczi utca – Széchenyi utca – Béri Balogh Ádám utca – Otthon utca – 56-os út - Szőlőhegyi elágazás |

## Megállóhelyei
| sz. | Megállóhely neve             | Menetidő (perc) | Menetidő (perc) | Átszállási kapcsolatok |
| --- | ---------------------------- | --------------- | --------------- | ---------------------- |
| 0   | Tót-völgy                    | 0               | 26              |                        |
| 1   | Szőlőhegy 128.               | 2               | 24              |                        |
| 2   | Szőlőhegy 94.                | 3               | 23              |                        |
| 3   | Óvoda utca                   | 4               | 22              |                        |
| 4   | Szőlőhegyi elágazás          | 5               | 21              |                        |
| 5   | Szeszfőzde                   | 6               | 20              |                        |
| 6   | Ebes-puszta                  | 7               | 19              |                        |
| 7   | Otthon utca, vegyesbolt      | 9               | 17              |                        |
| 8   | Otthon utca                  | 10              | 16              |                        |
| 9   | Csatár, harangláb            | 11              | 15              |                        |
| 10  | Csatári üzletház             | 12              | 14              |                        |
| 11  | Baka István általános iskola | 14              | ∫               |                        |
| 12  | Alsóvárosi temető            | 15              | 11              |                        |
| 13  | Bakta köz                    | 16              | 10              |                        |
| 14  | Kórház                       | 17              | 9               |                        |
| 15  | Nyomda                       | 19              | 7               |                        |
| 16  | Posta                        | ∫               | 6               |                        |
| 17  | Tanítóképző                  | 21              | ∫               |                        |
| 18  | Szluha György utca           | 22              | 5               |                        |
| 19  | Újvárosi templom             | 23              | 4               |                        |
| 20  | Újvárosi temető              | 24              | 3               |                        |
| 21  | Csecsemőotthon               | 26              | 1               |                        |
| 22  | Műszergyár                   | 27              | 0               |                        |